# Composé phytochimique

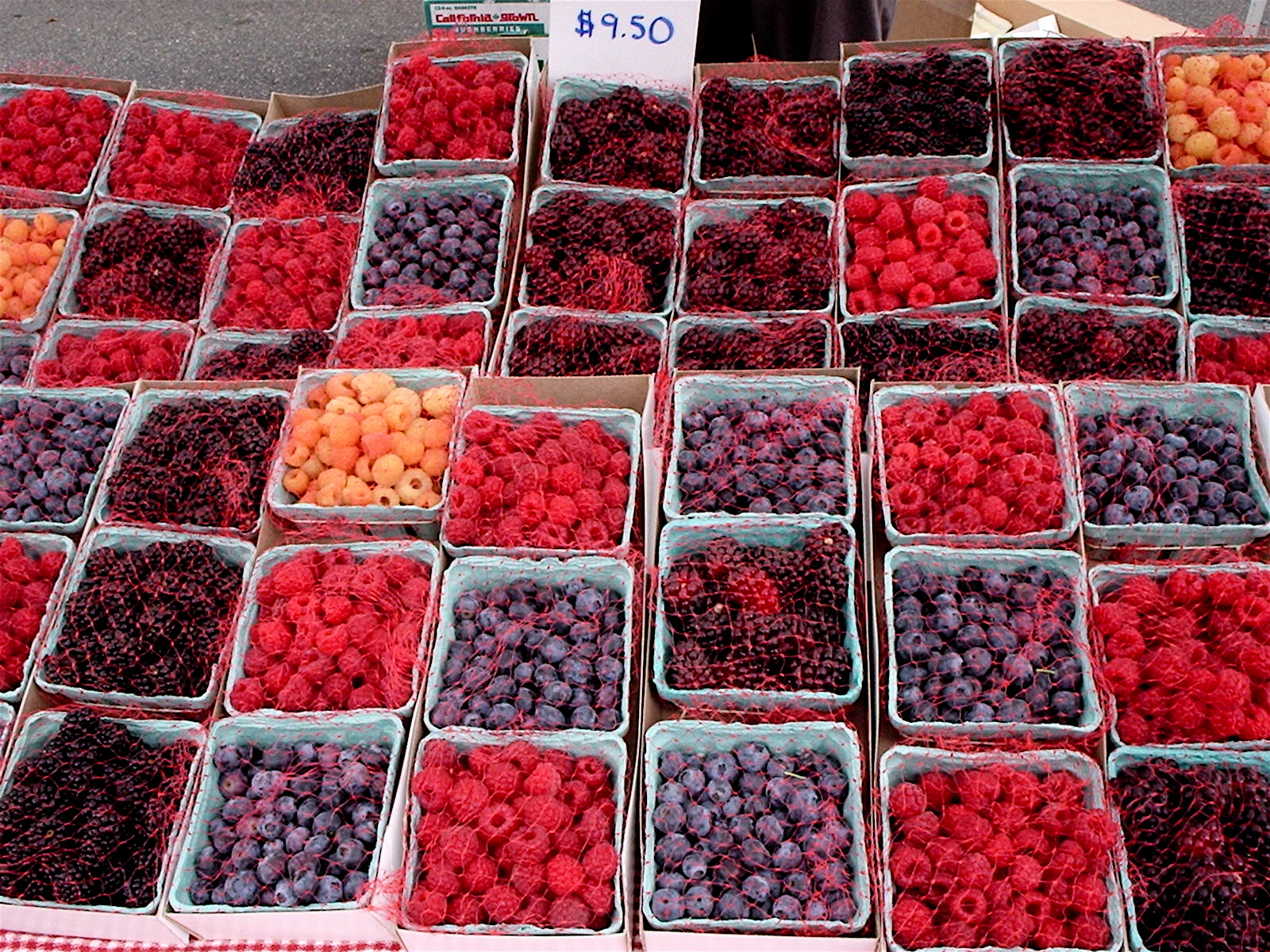
Les couleurs rouge, bleu et violet des fruits rouges proviennent principalement des composés phytochimiques polyphénoliques appelés anthocyanes.

Les composés phytochimiques sont des composés chimiques organiques présents naturellement dans les tissus végétaux (le préfixe « phyto- » signifie « plante » en grec), que l'on peut également trouver dans des aliments d'origine végétale.
Ces substances peuvent avoir une signification biochimique, par exemple les caroténoïdes ou les flavonoïdes. Certaines sont responsables de la couleur (comme le violet profond de la myrtille) et d'autres de propriétés organoleptiques (par exemple l'odeur de l'ail). Elles ne font  pas partie des éléments nutritifs essentiels, mais pourraient avoir des effets positifs sur la santé,,.
On estime à près de 4000 le nombre de substances phytochimiques (nombre largement sous-évalué selon les derniers chiffres publiés), parmi lesquelles le bêta-carotène, le lycopène, la lutéine, le resvératrol, les anthocyanidines et les isoflavones.